# Rheopelopia
Rheopelopia is een muggengeslacht uit de familie van de Dansmuggen (Chironomidae).

## Soorten
- R. acra (Roback, 1971)
- R. eximia (Edwards, 1929)
- R. maculipennis (Zetterstedt, 1838)
- R. ornata (Meigen, 1838)
- R. paramaculipennis (Roback, 1971)
- R. perda (Roback, 1971)